# О’Прай, Шон
Шон О’Прай (англ. Sean O'Pry; род. 5 июля 1989) — американский манекенщик, фотомодель, актёр. Карьеру в модельном бизнесе начал в 2006 году: выступал лицом ряда рекламных кампаний, снимался для обложек журналов, участвовал в показах Versace, Yves Saint Laurent и других брендов индустрии моды. Неоднократно включался в рейтинги наиболее успешных и высокооплачиваемых мужчин-моделей журналов Forbes, Vogue, портала Models.com.  

## Биография
Родился в городе Кеннессо, расположенном в округе Кобб штата Джорджия, в семье Джона и Карен О'Прай. По словам самого Шона, среди его предков были ирландцы и коренные американцы. Кроме него в семье двое детей: старший брат Крис и младшая сестра Шеннон. 
Окончил государственную среднюю школу North Kobb. Во время обучения в школе занимался лёгкой атлетикой, баскетболом, бейсболом, американским футболом. Позже, после начала модельной карьеры, в числе своих увлечений называет гольф, рыбалку и вейкбординг.   

В интервью Шон О'Прай отмечает свою привязанность к родным местам и семье:   
Некоторые люди любят путешествовать как можно больше. Я бы предпочёл вместо некоторых своих поездок провести время с семьёй. У всех есть моменты, которые даются тяжело. Для меня такой момент — быть вдали от дома. Я парень из Джорджии до кончиков пальцев.  
Оригинальный текст (англ.)Some people would love to travel more. I’d replace some of that travel to see my family. Everyone’s going to have a problem with something. Mine just happens to be being away from home. I’m a good ol’ Georgia boy.

## Карьера
В 2006 году, когда Шону О’Праю было семнадцать лет, его фотографии с выпускного вечера в социальной сети MySpace заметил член жюри шоу «Топ-модель по-американски» Ноуле Марин.  
В качестве модели принял участие в коммерческих фотосессиях для Calvin Klein, Giorgio Armani, Versace, Dolce & Gabbana, Ralph Lauren, Джанфранко Ферре, H&M, Massimo Dutti, Zara, Lacoste, Dsquared, American Eagle, Bottega Veneta, DKNY, Fendi, Barneys New York, Uniqlo, Bloomingdale's, Belstaff, Arena, Diesel, Gap, снимался для журналов GQ, Dazed, V, выступал на подиуме в показах брендов Versace, Yves Saint Laurent, Givenchy, Salvatore Ferragamo, Moschino, Trussardi и Balmain. В ноябре 2011 стал звездой рекламной кампании аромата Spicebomb от парфюмерного бренда Viktor & Rolf. 
В 2012 году поучаствовал в съёмках клипа Мадонны Girl Gone Wild, а в 2014 снялся в музыкальном видео Blank Space Тейлор Свифт, сыграв роль возлюбленного исполнительницы. Исполнил роль стажёра в 5 сезоне сериала HBO «Вице-президент» (эпизод «Инаугурация», вышел 29 июня 2016 года). 
В журнале Vogue при включении Шона О'Прая в список самых выдающихся моделей всех времён приведена следующая характеристика его образа: 
Он соседский мальчик с «кошачьими» манерами. Внешность 10 из 10. Оригинальный текст (англ.)He’s the boy-next-door with feline-esque, 10-out-of-10 good looks.

## Награды и достижения
В 2008 году журнал Forbes поместил Шона О'Прая на 8-е место в десятке самых успешных мужчин-моделей, спустя год он возглавил этот список.  Два года подряд, в 2013 и 2014 годах, удерживал первую позицию в перечне 50 наиболее успешных моделей среди мужчин по версии портала Models.com. В 2013 году Forbes назвал Шона О'Прая самой высокооплачиваемым моделью-мужчиной. 
В 2015 году онлайн-издание Models.com включило его в списки «Supers Men», «Sexiest Men», и «Money Guys», в том же году журнал Vogue поместил на пятую строчку в десятке лучших мужчин-моделей всех времён.   

## Видеография

### Музыкальные клипы
| Год  | Композиция     | Исполнитель  | Ссылка |
| ---- | -------------- | ------------ | ------ |
| 2012 | Girl Gone Wild | Мадонна      |        |
| 2013 | Blank Space    | Тейлор Свифт |        |

## Фильмография

### Телесериалы
| Год  | Название         | Эпизод        |
| ---- | ---------------- | ------------- |
| 2016 | «Вице-президент» | «Инаугурация» |